# Cadereyta (Querétaro)
Cadereyta es una localidad mexicana, cabecera del municipio de Cadereyta de Montes, el más extenso de los 18 que conforman el estado de Querétaro, en México, con casi el 10 % del área del estado. Tiene en la plaza principal al templo de San Pedro y San Pablo, los patronos de la ciudad, y la Virgen del Sagrario. Goza de la denominación de Pueblo Mágico desde 2011 y cuenta con una historia que data de varios siglos. Cuenta con una reconocida gastronomía, así como con diversos jardines botánicos, un planetario, algunas haciendas, entre otras atracciones.

## Toponimia

Letrero turístico.

En octubre de 1639, el virrey Lope Díez de Armendáriz comisionó al capitán Alonso de Tovar Guzmán para pacificar a los chichimecas del Cerro Gordo que se habían sublevado, y con cuyo patrocinio el 29 de junio de 1640 se fundó una población de españoles nombrada «villa de Cadereyta» en su honor. Tiempo después, el 16 de febrero de 1641, el virrey marqués de Villena confirmó la fundación, quedando desde entonces con este nombre.
En 1861, el coronel José María Arteaga, gobernador del estado de Querétaro, decretó que se unieran la villa de Cadereyta y el pueblo de San Gaspar para quedar como «Ciudad de Cadereyta», cabecera del distrito del mismo nombre, que posteriormente adoptó la denominación de «Cadereyta Méndez», en memoria de un militar liberal llamado Ramón Méndez.
Durante la primera mitad del año 1902, el prefecto del distrito de Cadereyta propuso al H. Ayuntamiento de la Ciudad de Cadereyta Méndez que dicha ciudad fuese nombrada «Cadereyta de Montes» en recuerdo del licenciado Ezequiel Montes, haciendo también la solicitud al gobernador del estado de Querétaro y por su conducto al H. Congreso local para su dictamen y decreto.
Las gestiones tuvieron éxito y el 11 de mayo de 1904, el H. Congreso decretó que «la Ciudad de Cadereyta, cabecera del distrito del mismo nombre, llevará en lo sucesivo el título de Cadereyta de Montes». El decreto fue ratificado el 13 de mayo de ese mismo año por el gobernador Francisco González de Cosío y Arauz y comunicado al prefecto de Cadereyta, entrando en vigor desde el día 18 de mayo, en que fue publicado en el diario oficial La Sombra de Arteaga.
El nombre de «Cadereyta de Montes», por extensión, también fue impuesto oficialmente al mismo distrito, y a partir del mes de abril de 1941, al establecerse jurídicamente la última división política del estado de Querétaro, quedó de modo definitivo como el nombre de la ciudad y del municipio hasta la actualidad. En opinión de los lingüistas Ricardo Ciérvide y Mikel Belasko, el significado original de Cadereyta se vincularía con el término en latín cataracta que en español había evolucionado a caderechas, el cual significa "cascada" o "salto de agua".

## Historia

### Época prehispánica
Localizada en la región del Semidesierto Queretano, existen varias evidencias que apuntan a que desde hace aproximadamente 7000 años la región estuvo habitada por grupos humanos nómadas que se dedicaban a la recolección de alimentos y la cacería. Se sabe que estos grupos de cazadores-recolectores vivieron períodos de confrontación con grupos mesoamericanos durante el horizonte preclásico, desde el año 1500 a. C. Durante estos conflictos hubo una constante retracción y ensanchamiento sus áreas de influencia.
Cuando llegaron los conquistadores españoles en el siglo XVI durante el Periodo Post-clásico, la frontera de los chichimecas, quienes se encontraban en continua guerra con el señorío otomí de Xilotepec (tributario de los mexicas), se ubicaba en el río San Juan.

### Época virreinal
Con el descubrimiento de las minas de Maconí a finales del siglo XVI, las regiones del Semidesierto Queretano y el Cerro Gordo (más tarde conocidas en conjunto como Sierra Gorda) fueron agregadas a la provincia de Xilotepec y Huichapan. Estas regiones estuvieron habitadas por indígenas seminómadas conocidos como chichimecas jonaces.
Años más tarde, en 1599, fueron descubiertas las minas de Escanela en la Sierra Gorda, ya para 1609 habían sido erigidas en una Alcaldía mayor, por lo que se separaron de las minas de Xichú, las cuales estaban ubicadas en una zona habitada por chichimecas pames que fueron congregados en la misión de Jalpan, quedando las minas de Maconí como jurisdicción de Huichipan.
El gobierno virreinal de Nueva España empezó a conceder diferentes mercedes de tierras al pie del Cerro Gordo entre los años 1614 y 1617. Estos terrenos se ubicaban entre los caminos que conectaban a los pueblos de Huichapan y Tecozautla con el pueblo de San Pedro Tolimán y las minas de Maconí y Escanela. Los chichimecas se opusieron fuertemente a la presencia de españoles en su territorio, iniciando una guerra que motivó enormes campañas de pacificación de parte de los militares españoles y los misioneros Franciscanos de Tecozautla y Huichipan.
El virrey Lope Díez de Armendáriz apoyó fuertemente la pacificación, y en 1639 encargó al capitán Alonso de Tovar Guzmán la congregación de los indígenas. Alonso de Tovar Guzmán fundó una villa de españoles nombrada Cadereyta el 29 de junio de 1640 en la memoria del virrey marqués de Cadereyta, debido a que fue el principal promotor de la campaña. El capitán Alonso de Tovar Guzmán encabezó también a un grupo de colonos españoles e indígenas provenientes de la provincia de Xilotepec y Huichapan, quienes ayudaron a integrar tanto a la región del Cerro Gordo como a las minas de Maconí al sistema virreinal entre los siglos XVII y XVIII.

### SigloXIX
Al crearse el estado de Querétaro en 1824, la importancia cultural, histórica y política de Cadereyta quedó manifestada, además de que el partido de Cadereyta fue añadido al nuevo estado de la federación mexicana, quedando como un distrito político. El partido de Cadereyta aportó más de la mitad del territorio estatal que actualmente tienen los municipios de Cadereyta de Montes, Ezequiel Montes, San Joaquín, Pinal de Amoles, Peñamiller, Arroyo Seco, Jalpan y Landa de Matamoros, así como al municipio de Pacula, en Hidalgo.
En 1861 la villa de Cadereyta fue declarada ciudad, y para 1873 el distrito y prefectura de Cadereyta se había reorganizado y dividido en cuatro ayuntamientos: la cabecera, Vizarrón, El Doctor y Bernal. Estos tres últimos estuvieron categorizados como subprefecturas hasta 1915, cuando Venustiano Carranza, jefe del Ejército Constitucionalista Revolucionario, decretó la supresión de los distritos e instituyó el sistema de municipio libre para todo el país.

### SigloXX
El 11 de mayo de 1904 Cadereyta añadió a su nombre el apellido «de Montes», acto en memoria del licenciado Ezequiel Montes, quien fue un personaje ilustre originario del lugar, renombrándose así la ciudad y al distrito de Cadereyta de Montes. Varias décadas más tarde, en 1941,  fue cuando el municipio de Cadereyta de Montes recibió su última actualización territorial, quedando con su extensión actual compuesta por nueve delegaciones municipales: Vizarrón, El Doctor, Maconí, La Esperanza, Higuerillas, Bella Vista del Río, Boyé, El Palmar y Pathé.

## Geografía
Cadereyta se ubica al oriente del estado. Limita al sur con Ezequiel Montes, al norte con San Joaquín, Pinal y Peñamiller, al oeste con Colón y al este con el estado de Hidalgo. Está a una altitud promedio de 2000 m s. n. m. y tiene una extensión territorial de 1131 km². La mitad norte la ocupa la Sierra Gorda y la mitad sur la llanura. Las zonas áridas son extensas.

### Relieve
La ciudad se caracteriza por ser un terreno irregular, cercano a él está conformado por Sierra Gorda, Sierra Madre Oriental, Sierra de Huimilpan. Está compuesto de valles y llanuras  que se encuentran por arriba de 1,900 m s. n. m. y son espacios ocupados por la agricultura y la ganadería que son uno de los pilares más fuertes de este municipio, al igual que también existen lomeríos o elevaciones independientes  con altitudes de hasta 2600 m de altitud oceánica.

### Hidrografía
La red hidrológica del municipio  de Cadereyta tiene pertenencia total a la vertiente del Golfo de México y este se distribuye por tres subcuencas, una de ellas es de la zona Noreste y llega hasta Extoraz, después la zona centro y sur corren hacia San Juan y por último la zona Norte llega directamente al Río Moctezuma. Es importante mencionar que la subcuenca del río San Juan abarca el altiplano del municipio de Cadereyta, en donde el valle se divide en pequeños cauces superficiales, pero estos permanecen secos la mayor parte del año.

## Clima

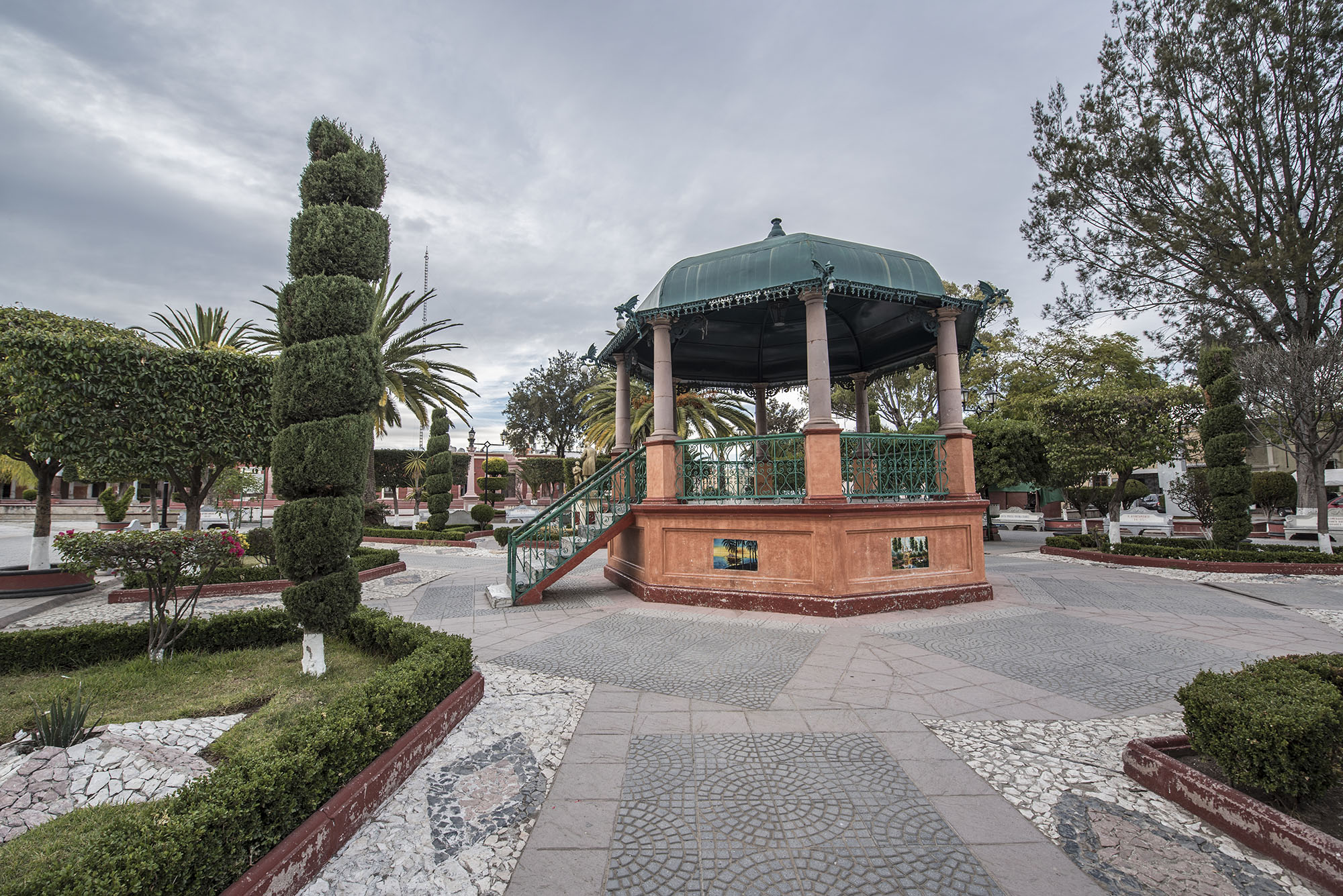
Plaza principal de Cadereyta.

La temporada de lluvia es caliente y nublada y la temporada seca es cómoda y parcialmente nublada. Durante el transcurso del año, la temperatura generalmente varía de 4 °C a 27 °C y rara vez baja a menos de 1 °C o sube a más de 31 °C.
Con base en la puntuación de turismo, la mejor época del año para visitar Cadereyta para actividades de tiempo caluroso es desde mediados de abril hasta principios de junio. 
La temporada templada dura 2,3 meses, del 1 de abril al 11 de junio, y la temperatura máxima promedio diaria es más de 26 °C. El día más caluroso del año es el 9 de mayo, con una temperatura máxima promedio de 27 °C y una temperatura mínima promedio de 12 °C.
La temporada fresca dura 2,6 meses, del 19 de noviembre al 6 de febrero, y la temperatura máxima promedio diaria es menos de 22 °C. El día más frío del año es el 7 de enero, con una temperatura mínima promedio de 4 °C y máxima promedio de 20 °C.
La altitud de la ciudad de Cadereyta es de 2070 m s. n. m. Ahí se presentan vientos erodables durante febrero y marzo, con una precipitación pluvial de 480 mm y una mala distribución durante la temporada de lluvias.

### Clima
Cadereyta posee un clima semiseco, las lluvias caen principalmente en el verano. La nieve es rara en esta zona, aunque los cerros al noreste de la ciudad se han visto cubiertos con una ligera capa blanca de nieve.
| Parámetros climáticos promedio de Cadereyta | Parámetros climáticos promedio de Cadereyta | Parámetros climáticos promedio de Cadereyta | Parámetros climáticos promedio de Cadereyta | Parámetros climáticos promedio de Cadereyta | Parámetros climáticos promedio de Cadereyta | Parámetros climáticos promedio de Cadereyta | Parámetros climáticos promedio de Cadereyta | Parámetros climáticos promedio de Cadereyta | Parámetros climáticos promedio de Cadereyta | Parámetros climáticos promedio de Cadereyta | Parámetros climáticos promedio de Cadereyta | Parámetros climáticos promedio de Cadereyta | Parámetros climáticos promedio de Cadereyta |
| Mes                                         | Ene.                                        | Feb.                                        | Mar.                                        | Abr.                                        | May.                                        | Jun.                                        | Jul.                                        | Ago.                                        | Sep.                                        | Oct.                                        | Nov.                                        | Dic.                                        | Anual                                       |
| ------------------------------------------- | ------------------------------------------- | ------------------------------------------- | ------------------------------------------- | ------------------------------------------- | ------------------------------------------- | ------------------------------------------- | ------------------------------------------- | ------------------------------------------- | ------------------------------------------- | ------------------------------------------- | ------------------------------------------- | ------------------------------------------- | ------------------------------------------- |
| Temp. máx. abs. (°C)                        | 29.5                                        | 31                                          | 33                                          | 35.3                                        | 41                                          | 37                                          | 35                                          | 31.7                                        | 32.2                                        | 31                                          | 30                                          | 29                                          | 41                                          |
| Temp. máx. media (°C)                       | 23.5                                        | 25.4                                        | 28.8                                        | 32                                          | 36                                          | 32                                          | 31                                          | 31                                          | 29                                          | 25.5                                        | 26                                          | 23.2                                        | 36                                          |
| Temp. media (°C)                            | 17.2                                        | 16.2                                        | 19.1                                        | 19.5                                        | 20.5                                        | 21.3                                        | 20.6                                        | 20.7                                        | 18.3                                        | 18.4                                        | 18.6                                        | 15.5                                        | 17.2                                        |
| Temp. mín. media (°C)                       | 8.1                                         | 6.8                                         | 8.2                                         | 11                                          | 13                                          | 14                                          | 15                                          | 14                                          | 13                                          | 11                                          | 9                                           | 4.7                                         | 4.7                                         |
| Temp. mín. abs. (°C)                        | -10.6                                       | -5.1                                        | -0.7                                        | 2.6                                         | 5.2                                         | 5.5                                         | 4.0                                         | 8.1                                         | 4.5                                         | 2.3                                         | -0.5                                        | -2.0                                        | -10.6                                       |
| Precipitación total (mm)                    | 0.8                                         | 15                                          | 21                                          | 38                                          | 80                                          | 140                                         | 130                                         | 121                                         | 132                                         | 73                                          | 19                                          | 11                                          | 780                                         |
| [cita requerida]                            |                                             |                                             |                                             |                                             |                                             |                                             |                                             |                                             |                                             |                                             |                                             |                                             |                                             |

## Demografía

Ubicación de Cadereyta en Querétaro

El municipio de Cadereyta de Montes tiene la clave 004. En el año 2015 se registraron un total de 69 549 habitantes.
En el mismo año había en el municipio 14,521 hogares (3.2% del total de hogares en la entidad), de los cuales 3,524 estaban encabezados por jefas de familia (3.3% del total de la entidad).

## Economía

### Comercio
El Centro Histórico de Cadereyta es el principal atractivo para el comercio, numerosos locatarios dedicados a la venta de artesanías y productos básicos están establecidos en las calles del centro, la ciudad cuenta con un mercado municipal como centro de abasto y un tianguis en fines de semana.

### Turismo
Hay muchas zonas áridas, pero también otras más adecuadas para practicar campismo, como la zona boscosa en La Mora, La Esperanza y El Doctor, en donde también se sitúa la zona arqueológica de Toluquilla. Se ha promovido la pesca deportiva desde el año 2000, realizada en Tzibanzá, presa y central hidroeléctrica Zimapán ubicada en el río Moctezuma.
- En el Centro histórico se puede observar arquitectura colonial y edificios de estilo neoclásico y barroco construidos en el siglo XVIII. Es el lugar perfecto para pasar una tarde en familia. También existe un viñedo que produce vinos de mesa en el pueblo mágico de Cadereyta.

- Jardín Botánico Regional de Cadereyta «Ing. Manuel González de Cosío». El Jardín Botánico  se dedica al estudio, conservación y aprovechamiento de la flora mexicana; particularmente, la del semidesierto queretano. Ofrece visitas guiadas en las que se les explica a los visitantes las características del jardín y las actividades que se realizan para preservar la flora queretana.

- Planetario (parque Cirino Anaya). Su objetivo es ser un espacio de divulgación científica y cultural enfocado en la astronomía y el aprendizaje didáctico y educación recreativa.

- Quinta Fernando Schmoll. Es el invernadero de reproducción de cactáceas más importante del continente. Aquí se resguardan viejitos mexicanos y sudamericanos, sábilas africanas, biznagas, nopales y magueyes de todas las formas y tamaños imaginables, y cientos de especies de plantas suculentas más.[16]

- Rancho Quemado. En la comunidad Rancho Quemado se ofrecen recorridos y se pueden encontrar restaurantes para disfrutar de la comida de la región.

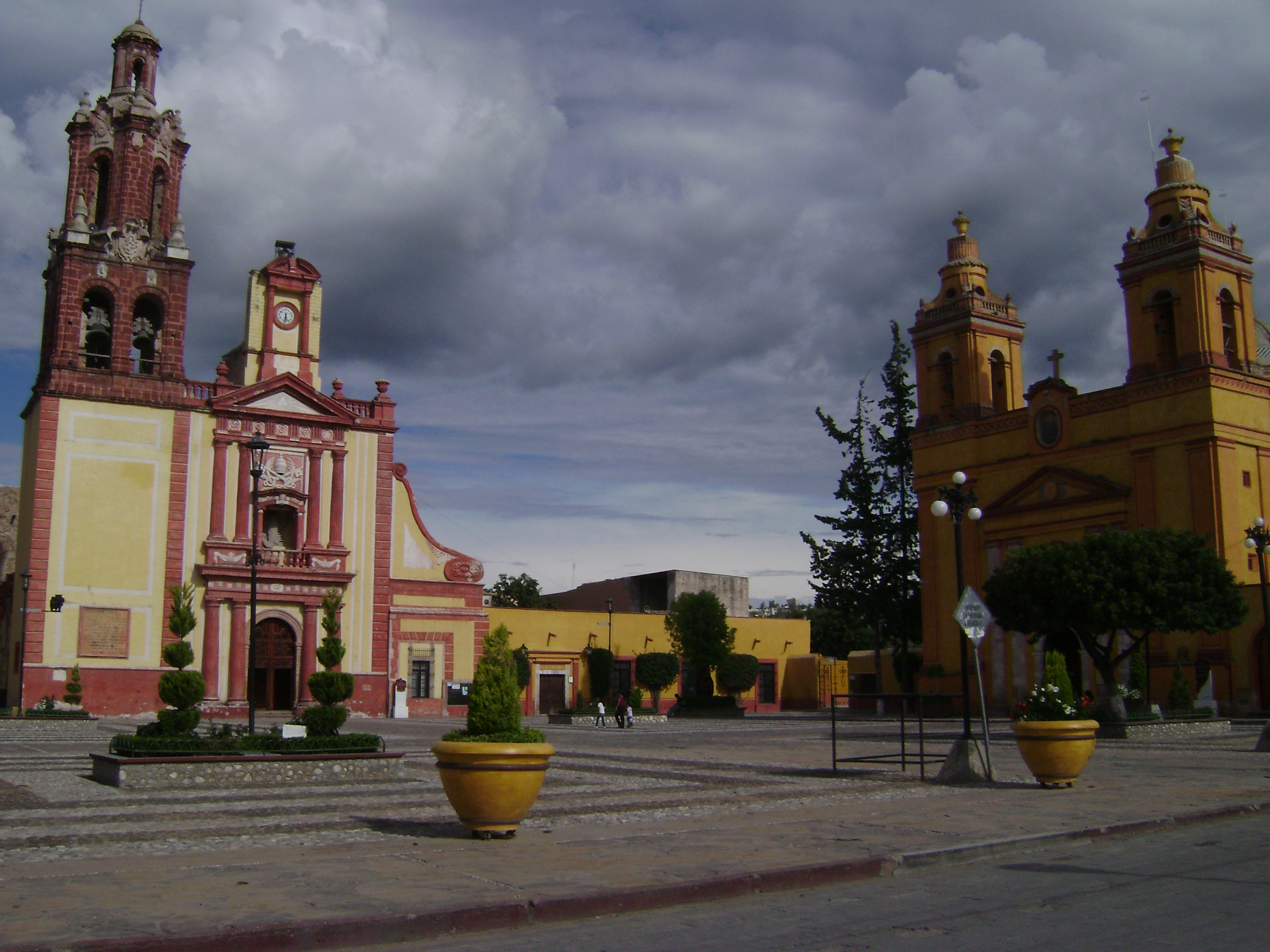
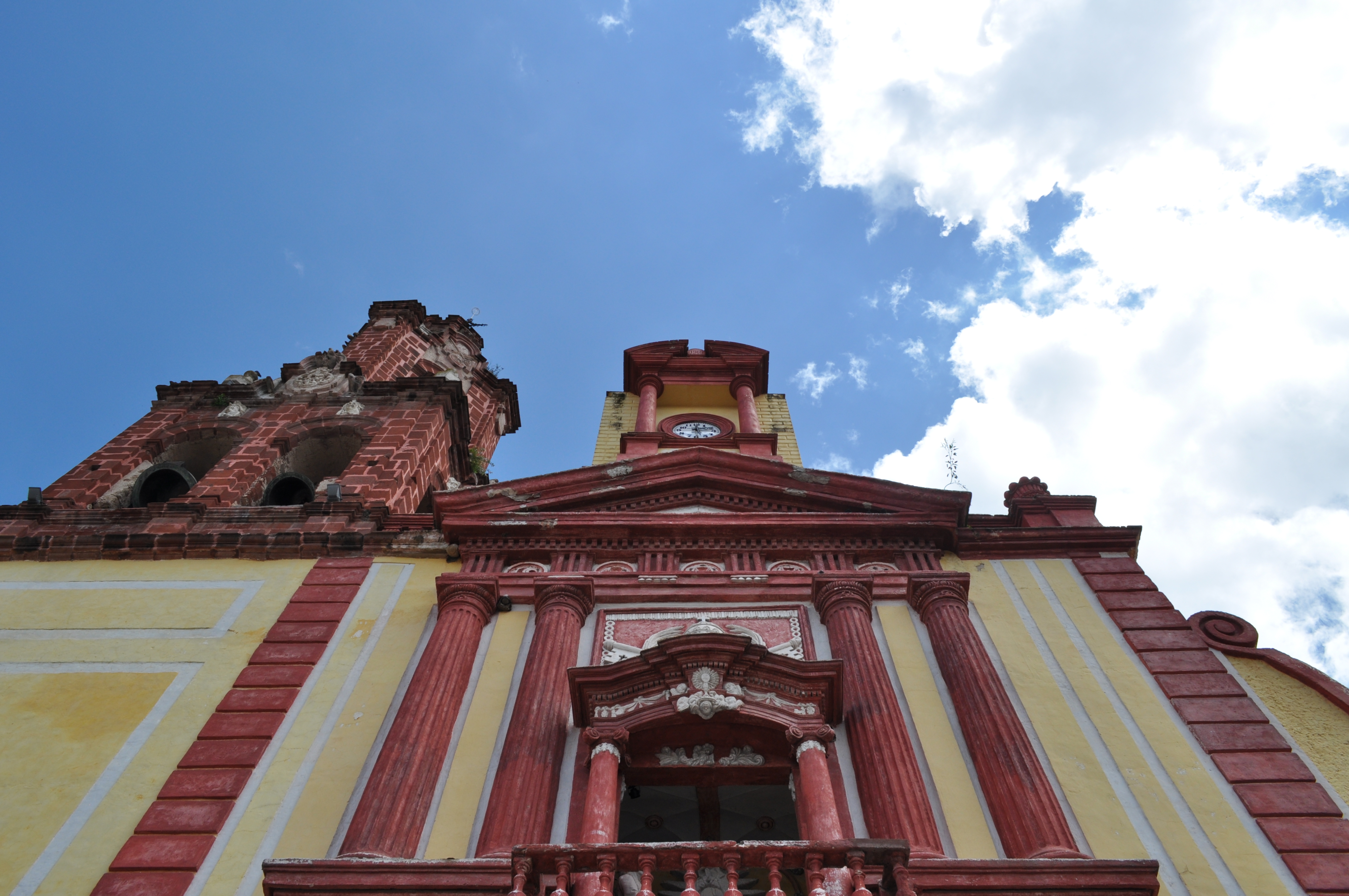
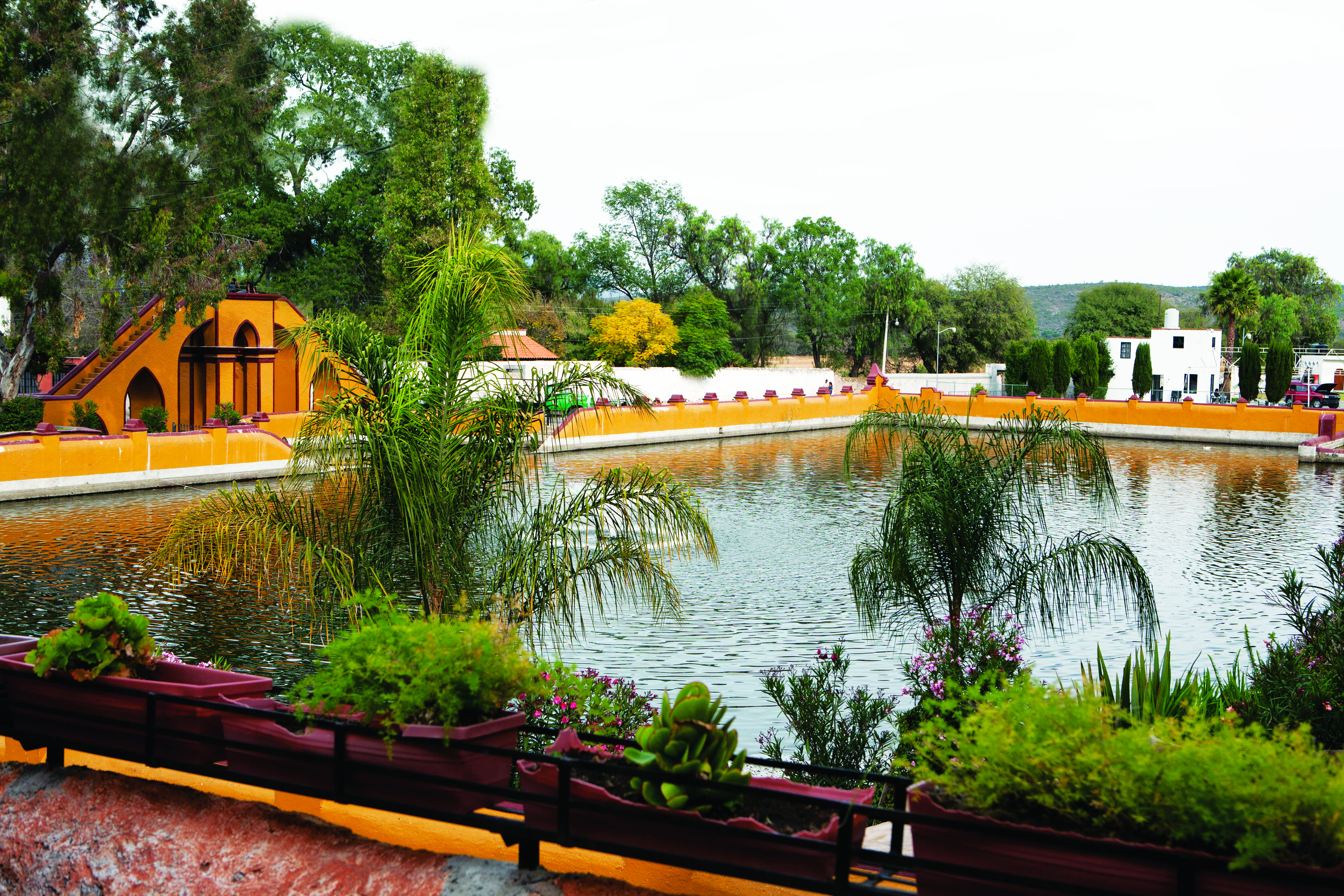

### Otros lugares cercanos
- El pueblo de Boyé es conocido por su barbacoa y pulque, tanto así que cada año en septiembre se realiza el Festival de la Barbacoa y el Pulque en donde muchos queretanos acuden a disfrutar de la gastronomía regional y de distintos eventos culturales.

- El pueblo de Vizarrón de Montes es una delegación que cuenta con mucha riqueza natural y tiene una vasta vegetación en la que se pueden encontrar frutas como ciruela y granada. También es un pueblo rico en minas de mármol, sus habitantes se dan el lujo de empedrar sus calles, fuentes y andadores con este material. Se puede practicar senderismo y campismo.

- Boyecito. En Boyecito muchos hombres, mujeres y niños se dedican a la elaboración artesanal de canastas o diferentes tipos de cestos con  sangre de grado, sabino, portuguesa, fresno y sauce.

- Isla Tzibanzá. Lujoso campamento ecoturístico que cuenta con 8 cabañas tipo safari en donde se puede pasar un fin de semana en familia.

- Maconí. Es una pequeña comunidad rodeada por bosque y montañas por la cual corre un arroyo. Uno de sus atractivos naturales es la cascada Velo de Novia que se forma al finalizar dicho arroyo; en este sitio se puede practicar senderismo y campismo. En los límites de Cadereyta y Zimapán (Hidalgo) se encuentra una ruta de pinturas rupestres a lo largo del río Moctezuma. También se puede visitar El Mortero y el Caracol en Solares sitios cercanos a Maconí en donde se puede acampar y disfrutar de la naturaleza. Así mismo, vale la pena visitar las grutas Los Piñones.

- Toluquilla. Es una zona arqueológica que fue ocupada por serranos, nombre que se les asignó ya que no se sabe cómo se autodenominaban estos pueblos. Tampoco se sabe cuál era su lenguaje ni si tenían escritura. Cuando los españoles llegaron Toluquilla ya había sido abandonada desde hace 200 años. Toluquilla significa cerro del jorobadillo o encorvadillo. El juego de pelota era de suma importancia para las culturas prehispánicas y prueba de ello es que esta zona arqueológica cuenta con 4 canchas para practicarlo.

- El Doctor. Es la delegación de Cadereyta con mayor extensión territorial. Cuenta con una zona boscosa  y con algunas de las elevaciones más altas de Cadereyta como El Mirador del Puente de El Doctor. El clima suele ser frío. Se puede realizar campismo, rapel y ciclismo de montaña. También hay cabañas en donde se puede pasar la noche.

- La Esperanza y Grutas «La Esperanza». Es una delegación con mucha riqueza natural y yacimientos minerales que en la época prehispánica se aprovecharon para obtener cinabrio, pigmento de importancia cultural. Con el tiempo las características de la zona han formado grutas como Grutas La Esperanza que están a 5 minutos de la delegación y están abiertas al público.

- Presa Zimapán. Es una presa en el cauce que une al Río San Juan y el río Tula entre Cadereyta y Zimapán (Hidalgo). Tiene una capacidad aproximada de 1360 hectómetros cúbicos de agua. Se puede practicar pesca deportiva.

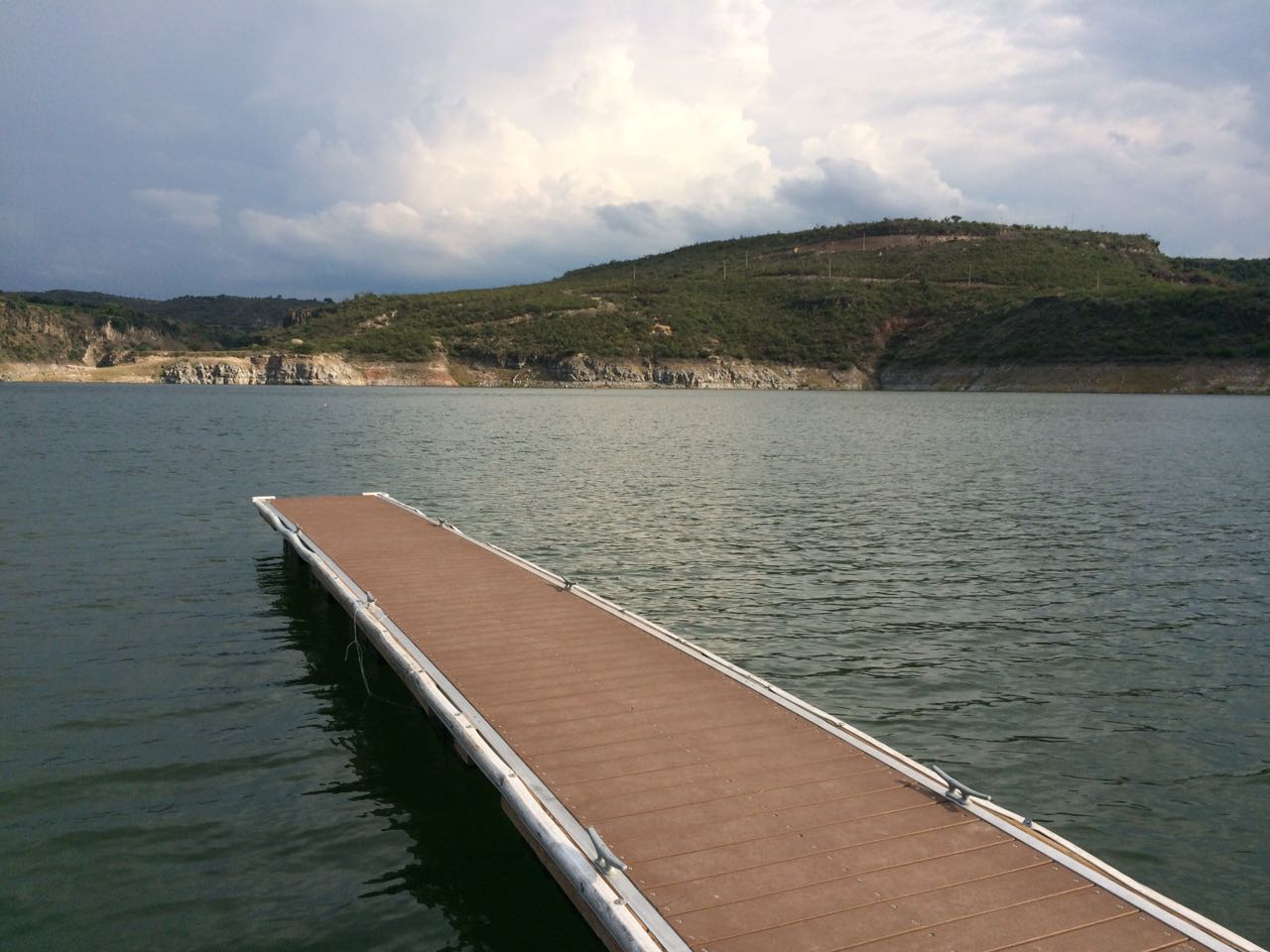
Muelle Tzibanzá
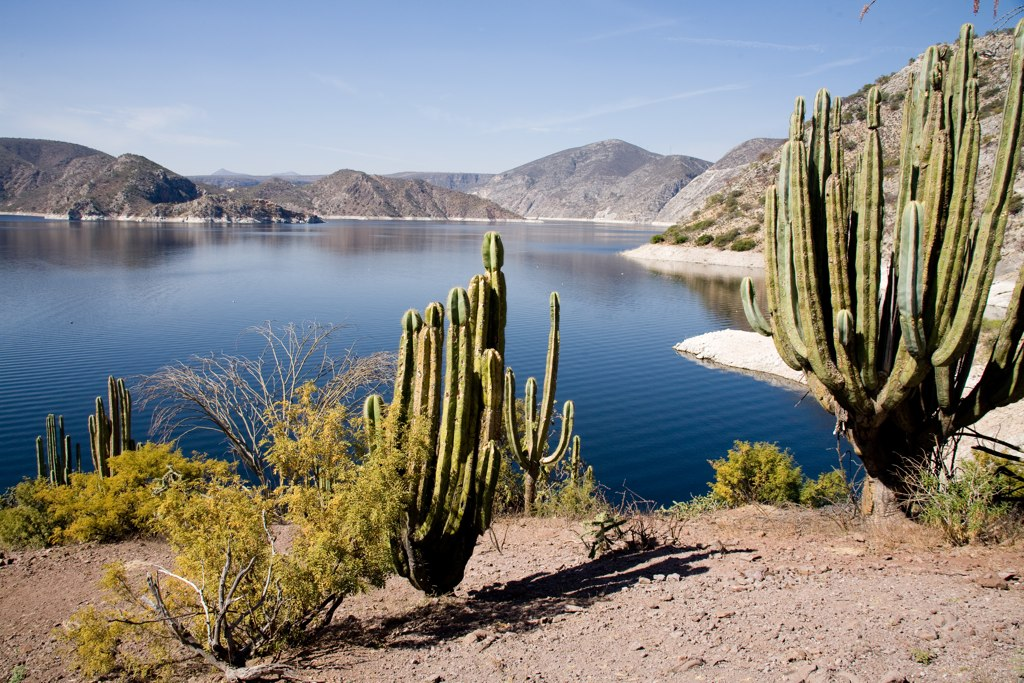
Presa Zimapán

## Gastronomía
En el municipio de Cadereyta la barbacoa de carnero es popular, se acompaña de consomé y «montalayo». De igual forma se consumen preparaciones con nopales, como el guisado de xoconostle.
El dulce de biznaga es típico de la región; sin embargo, también se elaboran de forma casera dulces de manzana, guayaba, membrillo y calabaza. Hay también preparación de fruta horneada a la leña y en cuanto a panadería, las campechanas son de consumo recurrente.  Para beber sobresale el pulque y el agua de frutas.

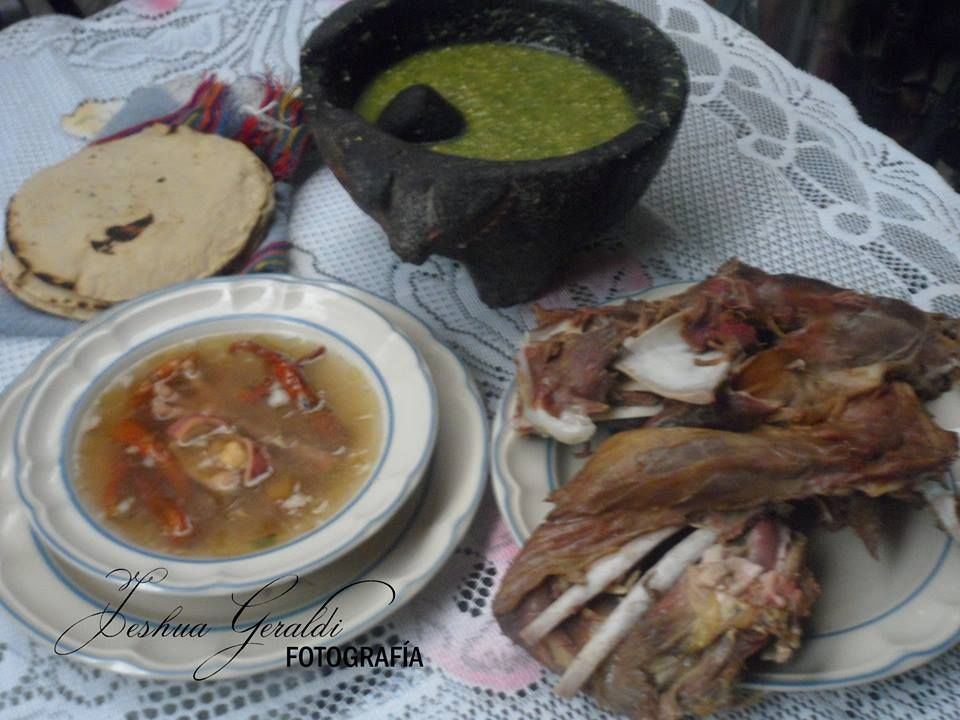
Barbacoa
Xoconostle
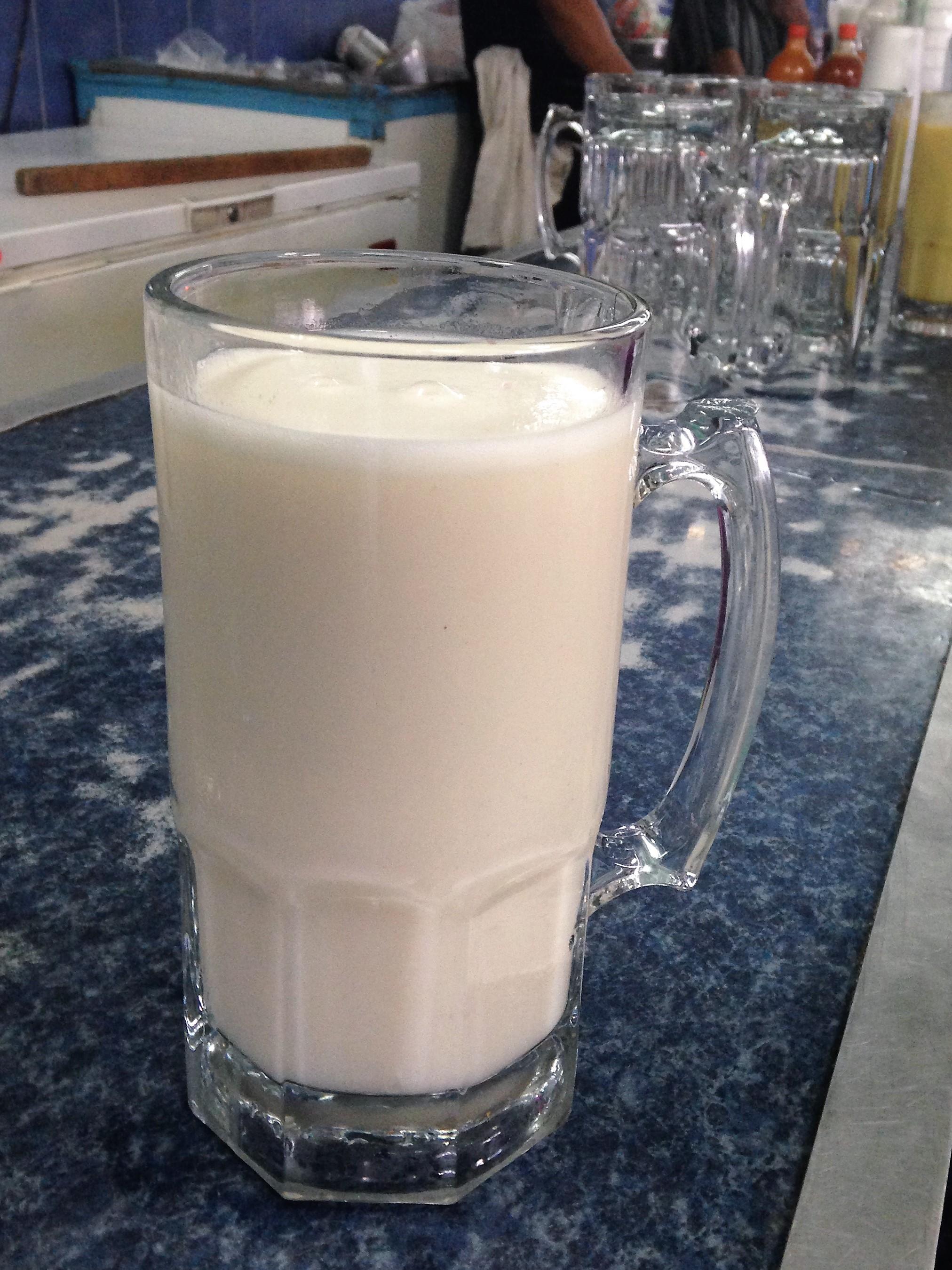
Pulque
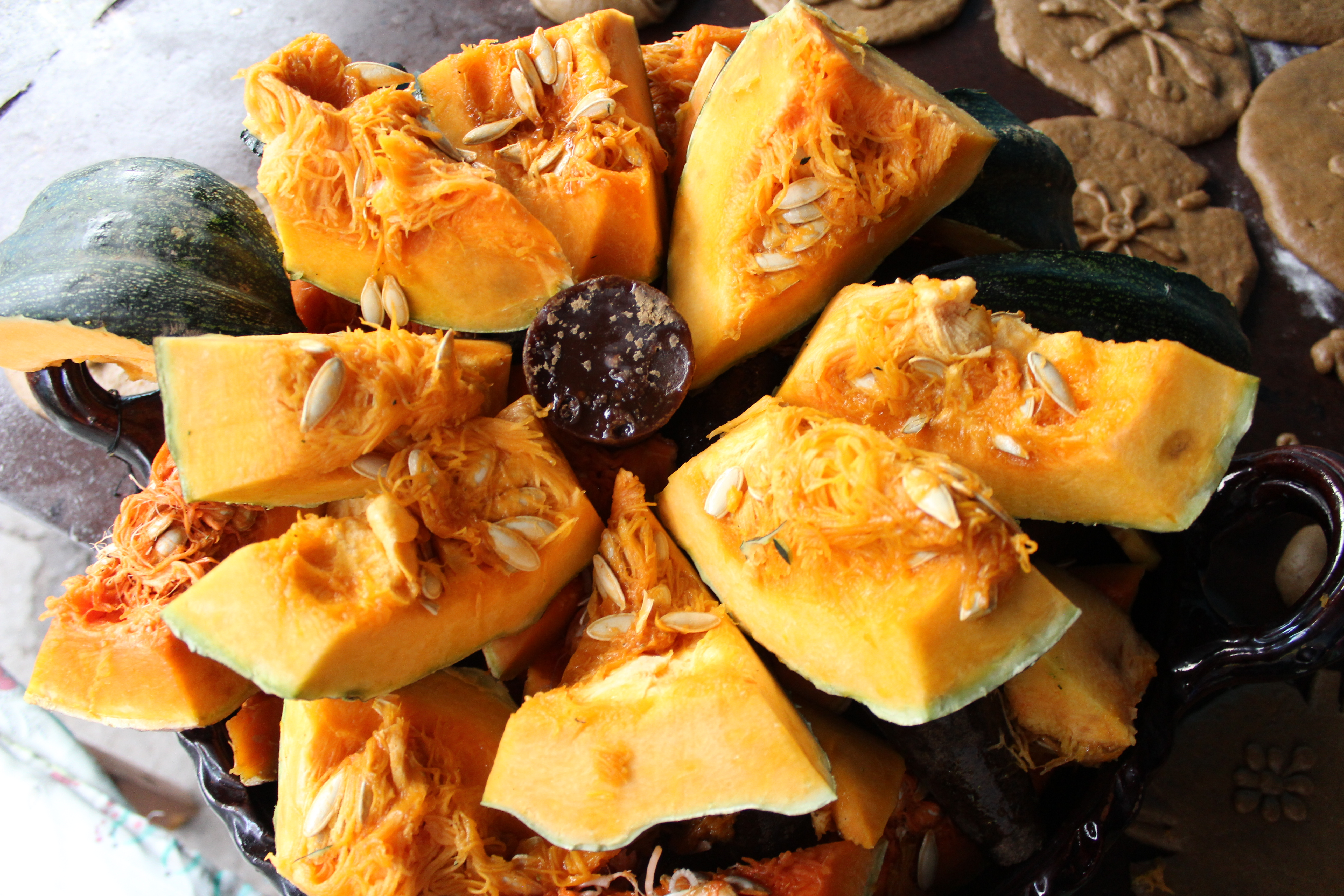
Calabaza para hacer dulce
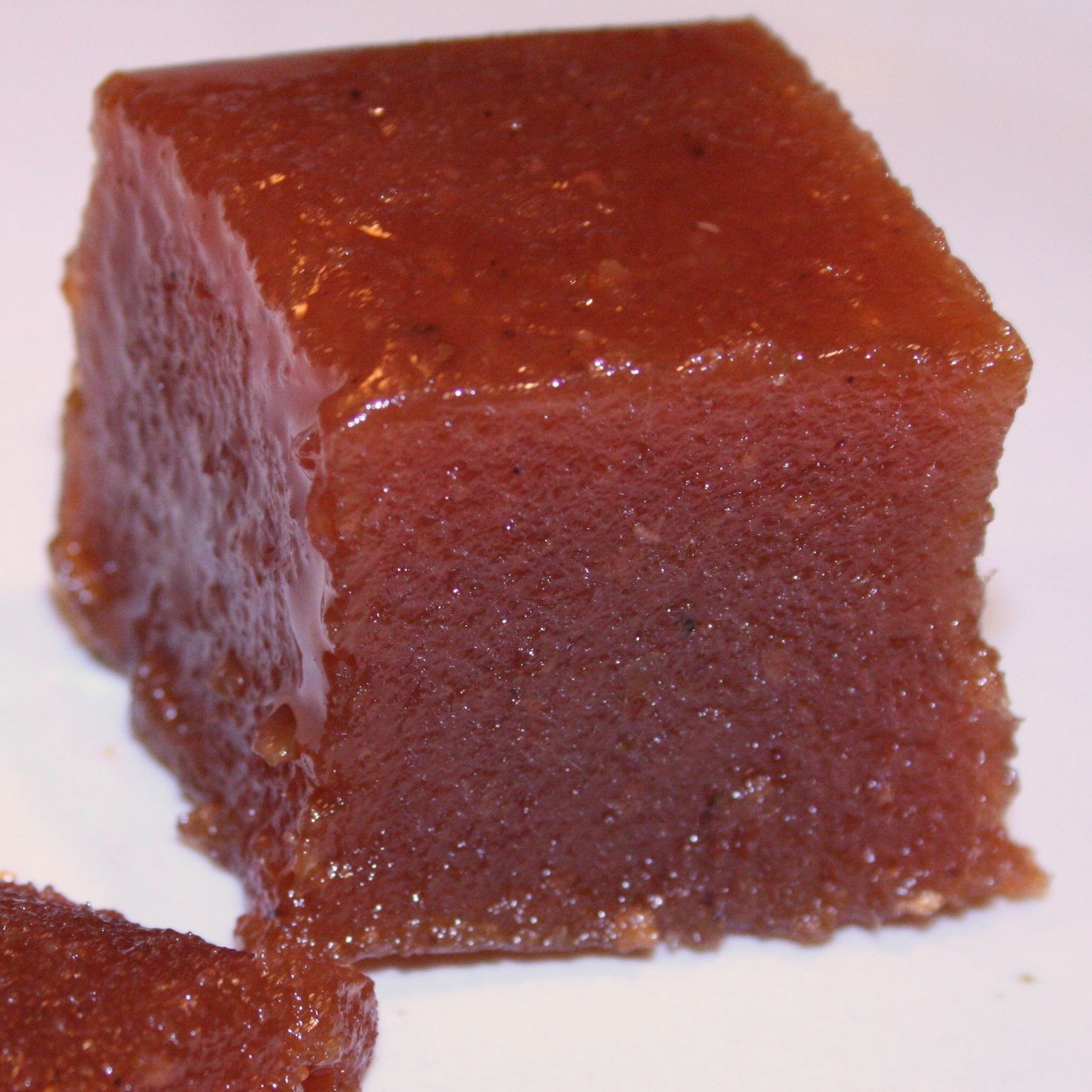
Dulce de membrillo

## Gobierno
Está constituido por un presidente municipal, seis regidores de mayoría relativa (tres síndicos) y tres regidores de representación proporcional. Las principales comisiones municipales son: Gobernación, Hacienda, Obras Públicas, Policía Municipal, Comercio e Industria, Beneficencia y Asistencia Social, Desarrollo Urbano y Ecología, Educación y Cultura y Servicio Militar Nacional.